# デイビッド・エイメス
サー・デイビッド・アンソニー・アンドリュー・エイメス（Sir David Anthony Andrew Amess, 1952年3月26日 - 2021年10月15日）は、保守党に所属するイギリスの政治家で、1983年から1997年4月までバシルドンから議員に選出され、1997年5月から2021年に殺害されるまでは、サウスエンド・ウェスト選出の国会議員を務めた。

## 概要
エセックスで生まれ育ったエイメスは、ボーンマス大学で経済学と行政学を学んだ後、小学校教師、保険会社、人材紹介コンサルタントなどの職を歴任した。1982年にレッドブリッジの保守党議員に選出され、1983年にはバジルドン選出の庶民院議員に選ばれた。彼の立ち位置は、マーガレット・サッチャー政権に対する「エセックス男性」の情熱を象徴する先導者とみなされていた。 1992年の選挙では議席を維持したが、選挙区の変更によってそれが不可能になったため、1997年にサウスエンド・ウェスト選出の議員となり、24年後に殺害されるまで務めた。
政府における最高の役職は、マイケル・ポーティロの議会担当秘書官を12年間務めた事だった。バックベンチャーとして、多くの特別委員会に参加し、1988年家畜の残酷な拘束からの保護法や2000年暖かな家と省エネルギー法など、いくつかの法案の支援者となった。また、動物福祉、ラウル・ワレンバーグの追悼、子宮内膜症患者の支援活動などを行った。
妊娠中絶や同性結婚に反対する社会保守主義なカトリック教徒で、イギリスの欧州連合離脱を支持していた。1983年に結婚し、ハリウッド女優のケイティ・エイメスを含む5人の子供をもうけた。
2021年10月15日、エイメスはリー＝オン＝シーで選挙区の対話会を行っている最中に複数回刺されて死亡した。イスラーム過激派の思想を抱いていると見られるイギリス人の25歳の男が殺人の疑いで現場で逮捕された。容疑者はその後、テロリズム法に基づいて拘留された後に、10月21日、殺人およびテロ行為準備の容疑で訴追され、終身刑の判決を受けた。

## 生い立ち
1952年3月26日、デイビッド・アンソニー・アンドリュー・エイメスは、エセックス州プレイストー（現在のロンドン・ニューアム区の一部）において、労働者階級の背景を持つ電気技師のジェームズ・エイメスと裁縫士の妻モード・マーティンの息子として生まれた。 エイメスは母親と同じローマ・カトリック教徒として育った。 モードは2016年10月12日、104歳で没した。
エイメスは、セント・アンソニーズ・ジュニア・アンド・インファントスクールを経て、フォレストゲートのブーリン・ロードにあるインデペンデント・スクール、セント・ボナベンチャーズ・グラマースクール（現在のセント・ボナベンチャーズ・カトリックスクール）に通っていた。後年、彼は、自分の政治的関心の由来はセント・ボナベンチャーズでの生活であると語っている。彼は革命党の立場に立ち、その主要な要求は最低額の小遣いと宿題の廃止だったが、長ずるにつれて彼は、保守派になっていった 。子供の頃の彼は吃音症であり、それを克服するための言語聴覚療法によって、自然なコックニーのアクセントが失われた。エイメスは、ボーンマス工科大学（現、ボーンマス大学科学技術学部）に進学し、経済学と行政学の学士号を取得した。 エイメスは、1970年から71年にかけてベスナル・グリーンのセント・ジョン・ザ・バプティスト小学校で障害児を教え、1974年－76年にアンダーライターとして短期間活動した後、人材紹介コンサルタントに転身した。

## 政治キャリア
彼は、1979年の総選挙で、労働党が議席を占めていたニューアム・ノース・ウェストで選挙戦を戦った結果、同選挙区の議席は労働党のアーサー・ルイス議員が維持した。1982年、エイメスはロンドンのレッドブリッジ区の区議会議員に選出された。
1983年の総選挙では、バシルドン選出で保守党現職のハーヴェイ・プロクター議員が、選挙区をビラリキーに移した。 エイメスは彼の後任となり、1983年6月9日にハジルドンから庶民院議員に選出された。彼は、マーガレット・サッチャーを熱狂的に支持したエセックス男性の新たな層を代表していた。キャンペーン誌は彼の事を「労働者階級、父親は電気技師、右翼、鋭い吊るし屋、騒々しく乱暴で曖昧さがないエセックス男性の新たな代表」と表現している 。
エイメスは、ウェストミンスターでの活動に専念するため、1986年にレッドブリッジ区議会議員を辞任するまで、庶民院議員と地方議員の双方を兼任した。1987年の総選挙では、個人的な支持者を増やす事により、僅差で彼のバジルドンの議席を確保した。 選挙後、エイメスはマイケル・ポーティロの議会担当秘書官に任命され、ポーティロが大臣に就任するまでの10年間、同職を務めた。1992年の総選挙でもエイメスは議席を確保したが、この時は保守党が予想に反して勝利するという予兆があった。バジルドン選挙区は、選挙の成否を占う試金石と見られていた。
1997年の総選挙を控え、選挙区の境界線の見直しによりバジルドン選挙区は2つに分割され、近隣の2つの選挙区に統合された。当時、エイメスは、境界委員会がそこに議席を追加する事で「バジルドンの町を強姦した」と発言した。彼に投票するのは、僅差の多数派である事情を勘案すれば、新たなバジルドン選挙区の議席は、労働党が獲得する事がほぼ確実視された。そのため、エイメスは別の場所で再選を目指す事にした。1995年6月、サウスエンド・ウェストにおいて、元閣僚だったポール・シャノンの引退後の後釜として候補に選出された。 その結果、彼は、1997年の総選挙で再びウェストミンスターに返り咲いたのである。新たに設定されたバジルドン選挙区では、労働党のアンジェラ・エヴァンス・スミスが13,000票以上の大差をつけて議席を獲得した。

### サウスエンド・シティ・ステータス
エイメスは、彼の選挙区の主要な街であるサウスエンド＝オン＝シーをシティにするための長期にわたる運動の中心人物として知られていた。彼の殺害後の、2021年10月18日、サウスエンドにシティ・ステータスを与える事が発表された。

### 立法への参画

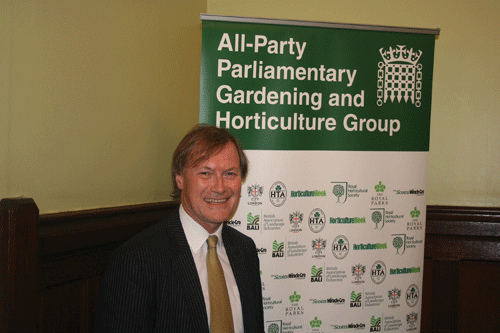
雑誌ホルティカルチャー・ウィークのイベントにおけるエイメス、2012年

エイメスは、議会において1988年家畜の残酷な拘束に対する保護法、2000年暖かな家と省エネ法 を含む、多くの法案の成立を支援した。
2014年、彼は、印刷専門機器・材料（犯罪）法の成立に貢献した。この法は、偽造者に専門的な印刷機器を提供した企業が、起訴を逃れられる抜け道をなくす物だった。
2016年、彼は、自動車運転指導員（登録）法の成立に貢献した。この法は、登録が失効した指導員が登録復帰を申請するための過程を合理化する物だった。また、個人的な理由で登録を解除したい指導員は、罰則なしで登録を解除できるようになった。この法律は自動車教習所の経営者や自動車関連団体から支持された。

#### 1988年家畜の残酷な拘束からの保護法
家畜の残酷な拘束からの保護法は、全国農業組合の支援を受けたエイメスの動物福祉に対する長年の関心の結果として生まれた。エイメスは庶民院で、10分ルール法は「エセックス・ホース・アンド・ポニー・プロテクション・ソサエティから触発を受けた」と述べた。

#### 2000年暖かな家と省エネルギー法

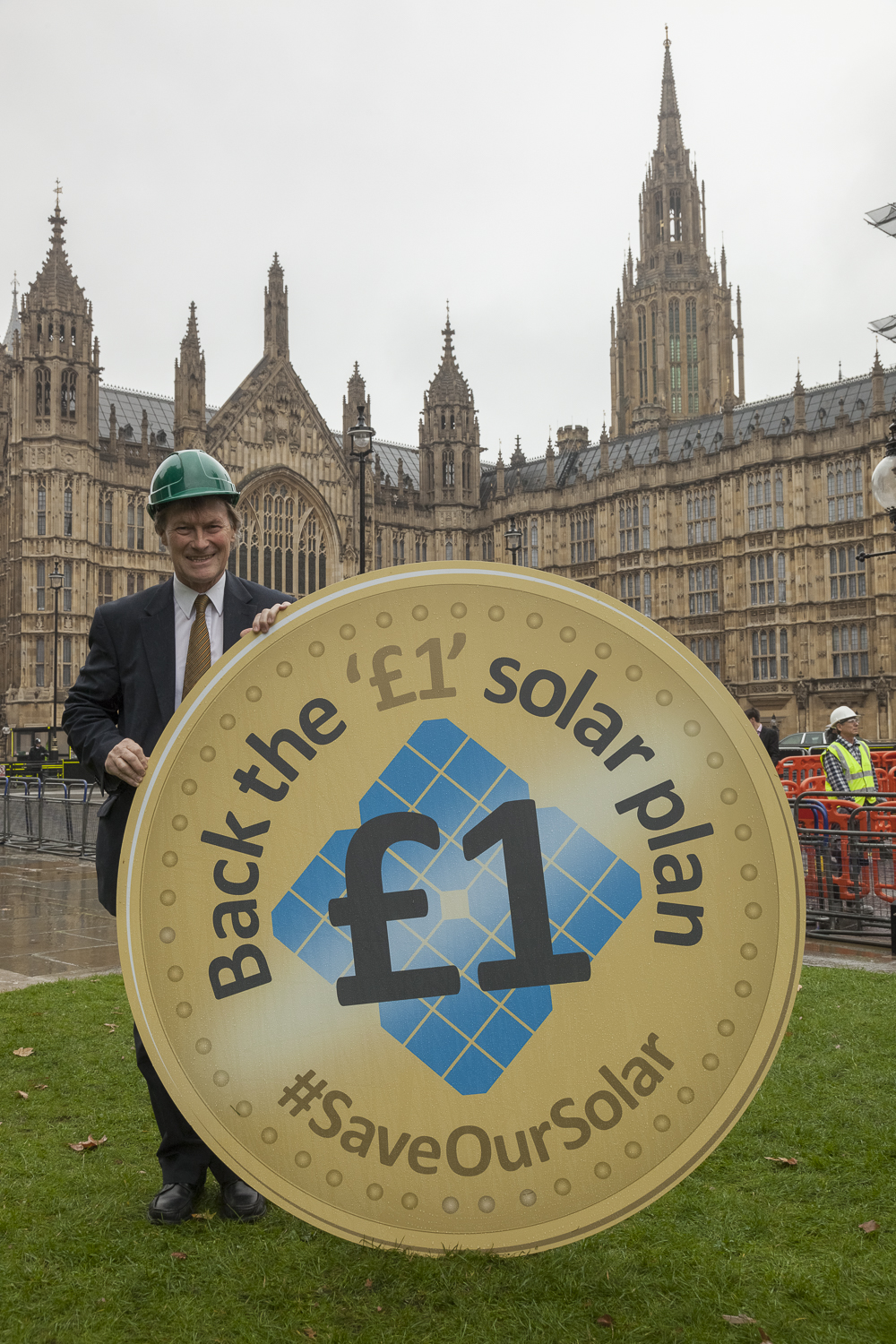
2015年のエイメス

エイムズによる立法の成功例として最も注目を集めたのは、2000年暖かい家と省エネルギー法である。庶民院でのエイメスの演説によれば、この法律は議員立法案の投票で選ばれた事によって実現したという。 エイメスは、地球の友の運動家であるマーティン・ウィリアムズと会い法の必要性を説得され、寒い家の中で有権者が没した事をきっかけとして、この法律の必要性を確信した。
同法では、所管大臣に「燃料の貧困を削減するための戦略を発表し、実施する」事を求めた。
この法律は、イギリスにおける燃料の貧困に対する姿勢と政策の双方を大きく変化させたと広く評価されている。イングランドにおける燃料の貧困の規模は、1996年から2004年の間に510万世帯から120万世帯に減少しており、この法律の影響を示している。

### 議会における所属委員会

#### 保健医療特別委員会
エイメスは、1998年から2007年まで保健医療特別委員会の委員を務めた。1999年には、保健特別委員会での役割によって保守党のバックベンチ議事委員会の保健担当委員長に就任した 。 彼はそれ以来、様々な健康問題についてキャンペーンを行ってきた。同委員会の一員であったエイメスは、イギリスにおける肥満の状況に関する調査を行うという重要な役割を果たし、2004年に報告書を発表した。この報告書では、イングランドの人口の3分の2が体重過多または肥満である事を指摘し、肥満の原因について考察すると共に、この問題に対処するためのさまざまな提言を行っている。彼はこの問題に関心を持ち続け、2013年7月に議会で一連の質問を行った。

#### 議長パネル
エイメスは、2人の歳入委員会委員長・副議長、および庶民院議長が各会期の開始時に指名する10人のメンバーで構成される議長パネルの一員でもあった。 エイメスは、2001年からパネルに加わり、最後の任命は2010年5月26日の事だった。パネルの一員として、エイメスは公法律案委員会の委員長、ウェストミンスター・ホールでの審議の際の議長、そして時には全院の委員会の議長を務めた。

#### バックベンチ議事委員会
2010年、エイメスは、新たに設置されたバックベンチ議事委員会の委員に選出されたが、2015年に退任した。

#### 管理委員会
2015年、エイメスは、管理委員会の一員になった。この委員会は、議会の敷地管理や業務の運営を監督する役割を担っている。彼は2019年の総選挙後、同委員会から退いた。

### ラウル・ワレンバーグ
エイメスは、ナチス占領下のハンガリーで何万人ものユダヤ人を救ったスウェーデンの外交官、ラウル・ワレンバーグの銅像を建てるための運動を長年にわたって展開してきた。エイメスは1980年代後半からワレンバーグに関する議会質問を行い、ワレンバーグにイギリスの名誉国籍を与えるキャンペーンを展開した。エイメスは、1989-90年期の議会でラウル・ワレンバーグ (記念) 法案の成立を目指した事があり、彼は、1996年にワレンバーグに敬意を表して休会中審査を行った。その結果、彫刻家のフィリップ・ジャクソンによって制作された記念碑は、ロンドンのグレート・カンバーランド・プレイスにあるウェスタン・マーブル・アーチ・シナゴーグの外に設置され、1997年に除幕された。

### 子宮内膜症に関する超党派議員連盟
2018年3月、エイメスは、子宮内膜症の認知度を高め、病に苦しむ人々が必要な支援を得られる手段を調査するため、子宮内膜症に関する超党派の議員連盟を立ち上げた。エイメスが、この連盟の議長になり、副議長は、エマ・ハーディ、ジャッキー・ドイル＝プライス、ハンナ・バーデルが務めた。

### インダストリー・アンド・パーラメント・トラスト
1994年、エイメスは、インダストリー・アンド・パーラメント・トラスト（IPT）のフェローとなり、BRITスクール、ITN、ロイヤル・オペラ・ハウスで文化・創造産業を専門に学び、2012年にIPTポスト・グラデュエート・フェローシップIを修了した。2014年、エイメスは、トラストの評議会議長に就任し、2017年に任期満了で退任した。

### ワインスタイン・スキャンダルに関する発言
2017年10月、ハーヴェイ・ワインスタインの性的虐待疑惑の報道の後、エイメスの名で、ワインスタインに対する疑惑を「控えめに言っても怪しい」と表現し、「不適切な誘いを受けたとする突然の報道は信じられない」とする声明が発表された。後にエイメスは、この声明を撤回し、「動揺させた事について」謝罪、声明はスタッフが彼の許可なしに発表した物だと述べた。

## メディアと出版物

### 出版物
エイメスは1992年にバジルドン選挙区で再選された時の事を語ったパンフレット「Basildon-Against all Odds」（2012年）を書いた。それは、庶民院でデーヴィッド・キャメロン首相や保守党の関係者が参加する中で開催された選挙20周年記念行事の際に発表された。
エイメスは、リニューアル・グループと共に「Party of Opportunity」という題名のパンフレットの編集に関わり、労働者階級を自認、もしくは労働者階級出身の13人の保守党議員の短い伝記を掲載した。2014年4月、庶民院で発表されたこのパンフレットには、サジド・ジャヴィド、マーク・フランソワ、パトリック・マクローリン、そして、マイク・ペニングの4人の政府閣僚が寄稿した。 2015年1月に発売された「Party of Opportunity」の第2版は、アソシェーション・オブ・コンサバーティブ・クラブが支援し、29人の保守党議員からの寄稿が含まれていた。
2020年12月、『Ayes & Ears: A Survivor's Guide to Westminster』が、ルアス・プレス社から出版された。その本は、議会の同僚の描写、記憶に残る演説、スキャンダル、議会での主要な出来事を内部の視点から記述している。2021年2月には、同書がパーラメンタリー・ブック・アワード（Parliamentary Book Awards）の回顧録・伝記部門で最終選考に残った事が発表された。

### ブラス・アイ
エイメスは、テレビの時事問題のパロディ番組『ブラス・アイ』の「ドラッグ」のエピソードに出演し、「ケーキ」という東欧の架空のドラッグの危険性を警告する手の込んだやらせ撮影にだまされた。その後、エイメスは議会で、実在の物質であるカートやGHBと並べて「ケーキ」について質問した。これに対し、内務大臣は、「ケーキ」は実在の薬物である「3,4-メチレンジオキシ-N-ベンジルアンフェタミンの事を指すと理解している」と誤った答弁をした。2001年、『ブラス・アイ』が再放送、DVDが発売された際には、「ドラッグ」のエピソードに、エイメスの要請によって、娯楽目的のドラッグ使用を否定する内容の免責事項が加えられた。

## 政治的見解

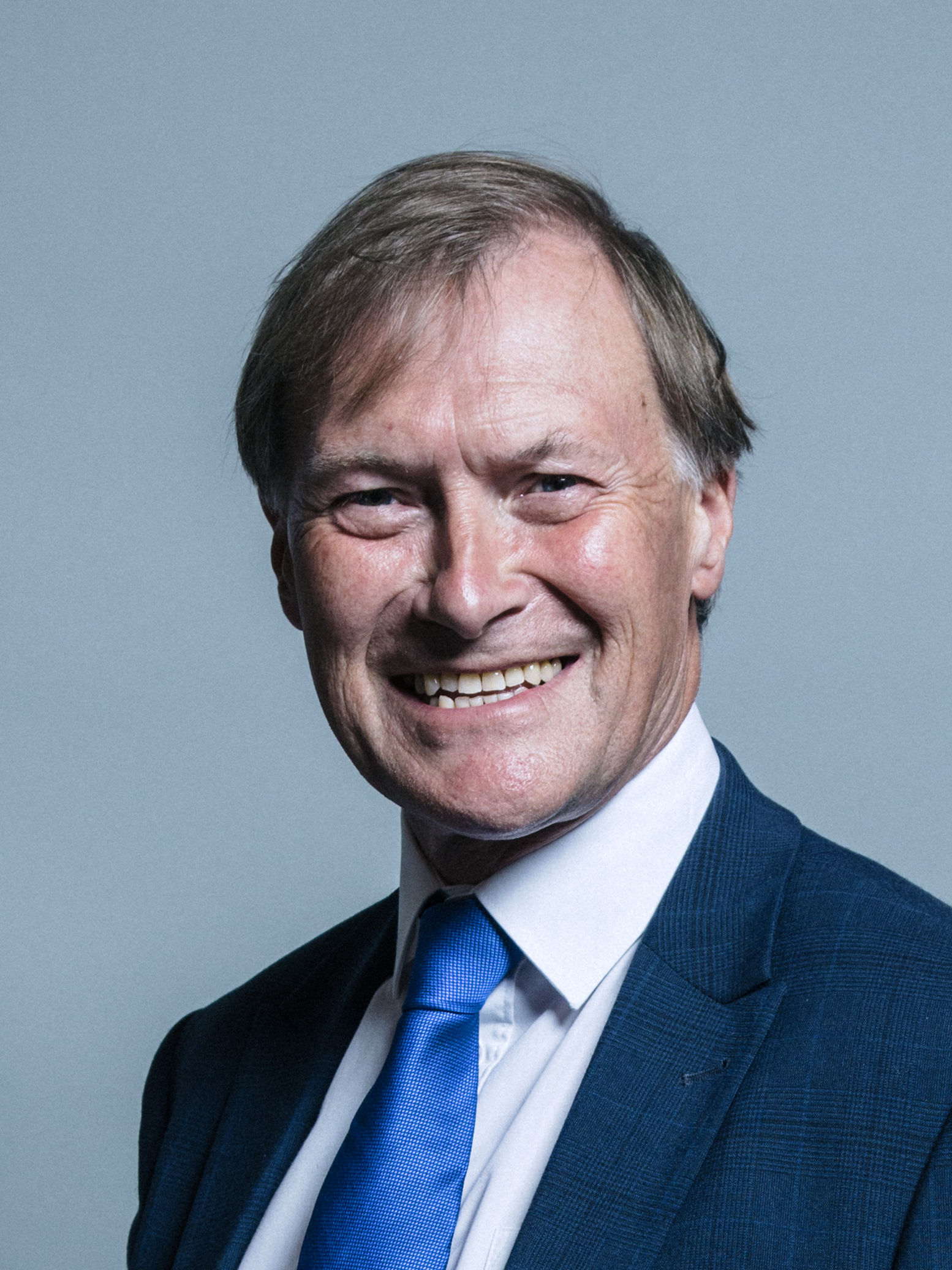
公式肖像写真、2017年

エイメスは庶民院で投票する際、通常は保守党の党議に従っていた。彼は2003年のイラク侵攻に賛成したが、しかしその後、労働党政権が当時の行動を正当化する大義だったはずの大量破壊兵器を見つけられなかった事に批判的だった。外交政策では、彼はコンサバーティブ・フレンズ・オブ・イスラエルの主要メンバーでもあった。彼は、トニー・ブレアの弾劾キャンペーンを支持した数少ない保守党議員の一人であった。
エイメスは、2013年8月にシリアへの軍事行動に反対票を投じた30人の保守党議員の一人である。後に彼は、自分と同僚の投票が「違いを作った」と感じ、以前イラク戦争に反対票を投じていたなら、イラクでも「状況は異なっていたかも知れない」と述べた。彼はイラン政府の批判者であり、イラン国民抵抗評議会を擁護していた。彼は、マリアム・ラジャビによる10項目のマニフェストを公に支持していた。エイメスは難民や亡命希望者に協力的だった 。
エイメスは妊娠中絶に反対していた。2005年6月、エイメスはローレンス・ロバートソン提出による、中絶をほぼ全面的に禁止する内容の、中絶禁止（イングランド・ウェールズ）法案を支持した。エイメスは、庶民院入りしてから性的同意年齢の平等や同性婚を含むLGBTの権利を促進する法案に一貫して反対していた。
エイメスは、動物の福祉や飼育法の改善を求めて活動し、一貫して、キツネ狩りとウサギ狩りの禁止に賛成していた。彼はコンサバーティブ・アニマル・ウェルフェア・ファウンデーションの支援者でもあった。エイメスは、狩猟用鳥類のケージや、動物実験、子犬工場と密輸、輸出目的の生きた動物の輸送の禁止など、多くのキャンペーンを支援した。
2011年9月、エイメスは、BBCがイスラエルでの出来事を「非常に不均衡な形」で報道しており、イスラエルを「悪いイメージ」で描写していると非難した。
エイメスは、断固とした欧州懐疑主義者であり、EU離脱を問う国民投票の前には離脱への支持を表明し、その中で「残留」に投票する事は「危険」であり「大きな誤り」であると述べていた。エイメスは、イギリスとEUの関係における主なマイナス点として、「議会主権の喪失」を挙げている。エイメスは、当時のバラク・オバマ米大統領がデーヴィッド・キャメロンと会談した際、EU離脱国民投票に関する運動に言及した事を批判し、「どんな形であれ、関与する権限は全くない」と述べた。

## 受賞
エイメスは、2015年の新年叙勲で政治・公共分野における功績によりナイト（下級勲爵士）に叙せられた。
2011年、エイメスは、ドッズ・チャリティ・チャンピオン・アワードの動物福祉・環境チャンピオン賞を受賞した。この賞は、エイメスが動物福祉において主導的な役割を果たし、献身的に活動している事が正式に認められた物で、議長公邸のステートルームで庶民院議長のジョン・バーコウから賞が手渡された。この賞は、動物の福祉や自然環境に関する問題への取り組みに最も貢献した国会議員に贈られる物である。
2012年、エイメスは、ドッズが主催したチャリティ・チャンピオン国会議員交歓会の席で、慈善活動への貢献が認められ、「アウトスタンディング・アチーブメント・アワード」を受賞した。
彼は、長年の動物愛護への貢献が評価され、グラスルーツ・ディプロマット・アワード2014の、動物の権利保護のための政策運転者賞にノミネートされた。

## 私生活
彼と妻のジュリア・アーノルドとの間には、1人の息子と4人の娘がおり、ジュリアはパートタイムのケースワーカーとして働いていた。女優のケイティ・エイメスは、夫妻の長女である。 エイメスは、プレミアリーグのチーム、ウェストハム・ユナイテッドの生涯にわたるサポーターで、2016年5月にブーリン・グラウンドで行われた彼らの最終戦を観戦した。
動物好きの彼の家族は、数匹のペットを飼っていた。2016年当時は、保護犬であるリリーというパグも含まれていた。 リリーの跡を継いだのはヴィヴィアンというフレンチ・ブルドッグで、2021年に彼が没した直後、ウェストミンスター・ドッグ・オブ・ザ・イヤー・ショーで優勝している。
エイメスは、学習障害者に音楽の機会を提供する地元の慈善団体「ミュージック・マン・ソサエティ」の会長を務めた。彼は、このグループと共に、ロイヤル・アルバート・ホールやロンドン・パラディウムでの公演にも出演している。

## 殺害
2021年10月15日、エイメスはリー＝オン＝シーのベルフェア・メソジスト・チャーチ・ホールで行われた選挙区の対話会の最中に複数回刺された。 彼はすぐさま現場で手当てを受けたが、午後1時13分に死亡が確認された。
その後、エイメスの殺害は、ロンドン警視庁によって「テロ事件」とされた。 スコットランドヤードのテロ対策司令部が主導する捜査では、「イスラーム過激派につながる潜在的な動機」について調査している。 25歳のソマリア系イギリス人の容疑者は、現場で殺人容疑で逮捕され、その後、2000年テロリズム法第41条に基づき拘留された。 2021年10月21日、2006年テロリズム法に基づく殺人およびテロ行為準備の罪で訴追された。 被告は、2022年3月に法廷に立つ予定である。
10月27日、エイメスの死に関する死因審問が行われた。しかし、「刑事裁判の結果が出るまで」直ちに停止された。この中断は2022年4月に再検討される事になっている。審問で、検視官のポール・ドナギーは、エイメスの死の翌日、内務省の病理学者が検死を行った結果、死因は胸部の複数の刺し傷であった事実を述べた。
2021年11月22日にサウスエンドにおいて葬列が組まれた後、プリトルウェルにあるイングランド国教会の教区教会であるセント・メリーズ教会で、家族葬の形により追悼式が行われた。礼拝は、ポール・マッケイ牧師とモンシニョールのケビン・ウィリアム・ヘイルによって執り行われ、元保守党議員のアン・ウィデコムが遺族の声明を読み上げた。その後、彼の棺は馬によって引かれる霊柩車で運ばれた。翌日、ウェストミンスター大聖堂で葬儀が行われた。ボリス・ジョンソン首相は、歴代首相、リンジー・ホイル庶民院議長、キア・スターマー労働党党首とともに葬儀に参列した。駐英ローマ教皇庁大使のクラウディオ・グジェロッティ大司教によって、ローマ教皇フランシスコからのメッセージが伝えられた。